# Federico Martinengo (F 596)

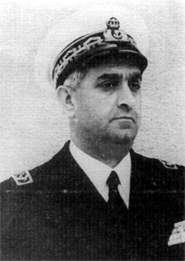
Il contrammiraglio Federico Carlo Martinengo

Il Federico Martinengo è una fregata missilistica della Marina Militare, settima unità della classe Bergamini e terza in configurazione multiruolo dopo il Carlo Bergamini e il Luigi Rizzo.

## Costruzione
Lo scafo è stato impostato presso il Cantiere navale Fincantieri di Riva Trigoso il 13 ottobre 2014 ed il varo è avvenuto il 4 marzo 2017. Madrina della nave la signora Mina De Caro, vedova del capitano di vascello Giuseppe Porcelli, comandante della fregata Scirocco.
L'unità è intitolata al contrammiraglio Federico Carlo Martinengo, Medaglia d'oro al valor militare alla memoria, caduto in combattimento al largo dell'Isola di Gorgona il 9 settembre 1943 al comando di una vedetta antisommergibile impegnata a far fronte all'attacco di due dragamine della Kriegsmarine tedesca.

## La nave e le sue caratteristiche
La nave è dotata di un cannone prodiero da 127/64 mm (in grado di impiegare le munizioni Vulcano) per interdizione navale e obiettivi terrestri a lungo raggio e per il tiro antiaereo; un cannone poppiero sul cielo hangar da 76/62 mm (in grado di impiegare le munizioni Davide è dotato del sistema STRALES), 2 mitragliere OTO/Oerlikon GBM-AO1 da 25/80 mm. Per la parte missilistica i sistemi d'arma sono: 8 missili Teseo Mk2/A per lotta antinave e obiettivi terrestri entro i 180 km; 16 celle VLS Sylver A50 per Aster 15 a corto e medio raggio per l'autodifesa e Aster 30 per la difesa aerea d'area (antiaereo e antimissile). Per la lotta antisommergibile è dotata di 6 tubi lanciasiluri in due sistemi tripli B-515 per siluri MU-90 Impact da 324 mm; 1 sistema antisiluro SLAT. Infine imbarca 2 lanciarazzi SCLAR-H. Sistemi d'arma per la parte Radar sono: un radar da scoperta aerea 3D EMPAR Multifunzione Attivo, due radar direzione-tiro NA-25 DARDO-F, un radar da scoperta superficie RASS (RAN-30X-I), un radar per la navigazione Selex ES SPN-730 e due radar per la navigazione GEM-Elettronica MM/SPN-753, un radar IFF SIR M5-PA.
Per la parte Sonar: 1 Thales UMS 4110 CL nel bulbo prodiero, 1 telefono subacqueo Thales TUUM-6 t, 2 sistemi MM/SMQ-765 per la guerra elettronica Nettuno 4100.
Per il comando e controllo: due sistemi da combattimento Athena, 21 triple consolle multifunzionali, di cui 19 nella Centrale operativa di Combattimento, 1 sul ponte di comando e 1 nella Sala Comando.
Per la componente elicotteristica imbarcata: 2 SH90 o 1 SH90 ed 1 AW101 muniti di 2 missili Marte antinave o di 2 siluri MU-90 Impact; 1 sistema Curtiss-Wright per l'assistenza agli elicotteri in appontaggio.
Imbarca infine 1 RHIB.

## Attività operativa
Nella mattinata del 7 novembre 2020, la fregata Martinengo in attività nel golfo di Guinea inquadrata nell'operazione Gabinia , è intervenuta in soccorso del mercantile Torm Alexandra battente bandiera di Singapore sotto attacco dei pirati. L’evento è avvenuto al largo delle coste del Benin .
Il Martinengo ha inviato il proprio elicottero sulla scena d’azione, dove, operando in coordinamento con la Marina del Benin, ha interrotto l'attacco condotto dai pirati sparando in mare dei colpi di avvertimento a scopo di deterrenza.
I pirati, dopo aver risposto al fuoco senza però danneggiare l'elicottero, sono stati messi in fuga.
Nel mese di gennaio 2024, la nave è stata inviata nel Mar Rosso, assieme alla Virginio Fasan come supporto associato nell'ambito della “operazione Atalanta”, ovvero della task force internazionale contro le aggressioni al naviglio mercantile in transito nell'area, perpetrate dagli Houthi .
Dal 4 al 6 marzo 2024 la nave ha fatto parte del DIMDEX 2024 a Doha, in Qatar.

## Galleria d'immagini

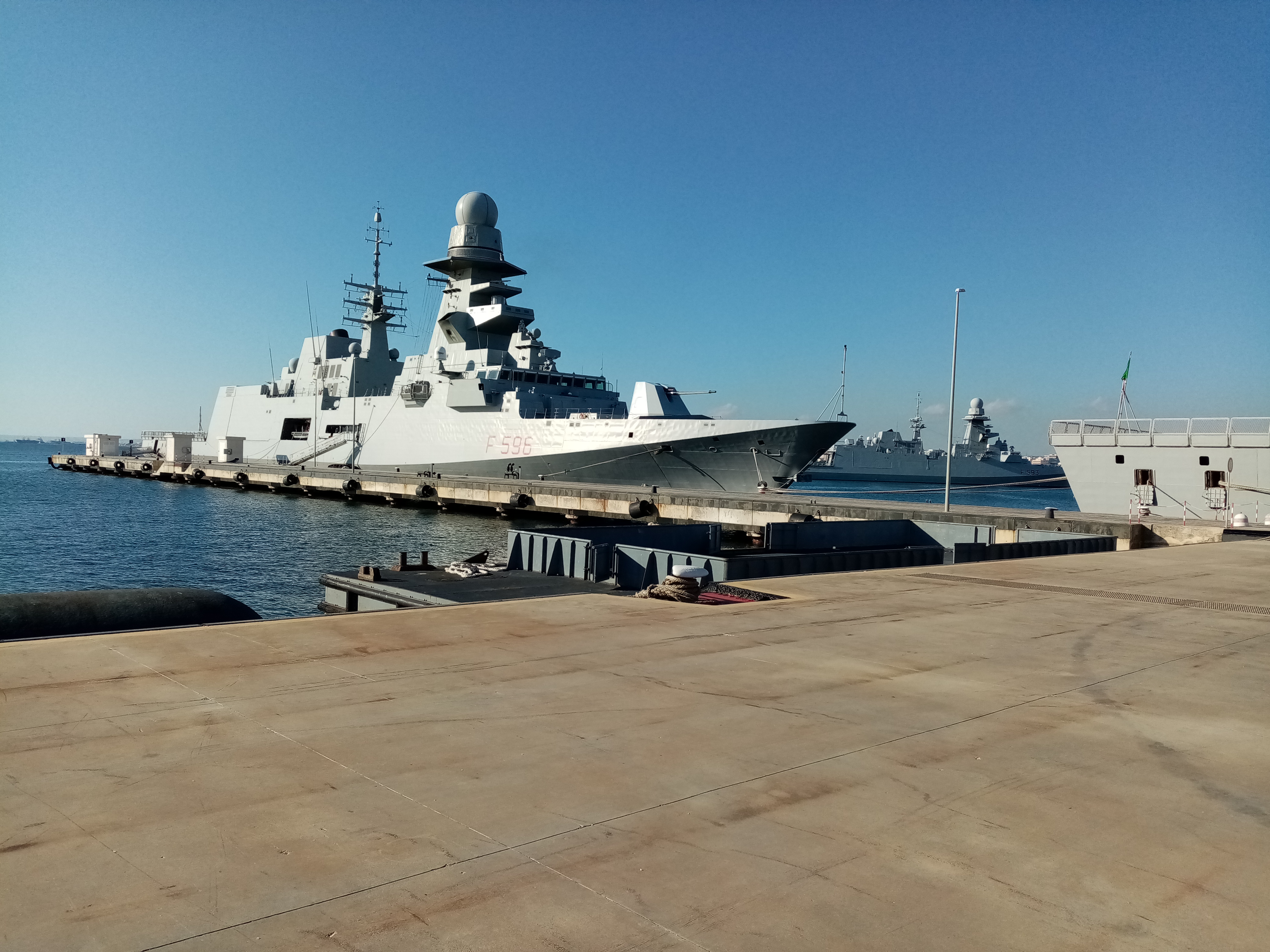
Martinengo all'ormeggio a Taranto

### Video
- Marina Militare - Presentazione Fregate Europee Multi Missione, su YouTube.
- Marina Militare FREMM - Panoramica, su YouTube.
- Marina Militare FREMM - Valenza Operativa, su YouTube.
- Marina Militare FREMM - Approfondimento, su YouTube.
- Marina Militare FREMM - Difesa antiaerea, su YouTube.
- Marina Militare FREMM - Attacco da mare a terra, su YouTube.
- Marina Militare FREMM - Difesa sottomarina, su YouTube.